# 印度銜鰕虎魚
印度銜鰕虎魚（学名：Istigobius diadema），为輻鰭魚綱鱸形目鰕虎亞目鰕虎科銜鰕虎魚屬下的一个种，分布於印度、馬來亞、印尼、菲律賓及澳洲淡水、半鹹水及海域，體長可達10公分，棲息。在沙泥底質底層水域，生活習性不明。

## 扩展阅读
- 維基物種上的相關：印度銜鰕虎魚